# Кузнецов, Михаил Николаевич (юрист)
Михаи́л Никола́евич Кузнецо́в (род. 25 июля 1940, Осиповичи, Могилёвская область, Белорусская ССР, СССР) — советский и российский юрист, адвокат, правовед и общественный деятель, специалист по международному, договорному, уголовному, банковскому и корпоративному праву, противодействию рейдерским захватам и интеллектуальной собственности. Автор концепции международного частного права как межсистемной совокупности правовых норм. Доктор юридических наук, профессор.

## Биография
Родился 25 июля 1940 в городе Осиповичи Могилёвской области в семье офицера Советской армии.
В 1952—1960 годы учился в Тульском суворовском военном училище.
В 1960 году поступил в Московский государственный Институт международных отношений МИД СССР, который окончил в 1966 году.
В 1969 году защитил кандидатскую диссертацию «Международно-правовые проблемы охраны промышленной собственности» в МГИМО. Работал на кафедре международного права МГИМО.
С 1975 года преподаёт в Российском университете дружбы народов, с 1991 года — профессор кафедры гражданского и трудового права юридического института РУДН. В 1989 году в Харьковском юридическом институте защитил диссертацию на соискание учёной степени доктора юридических наук по теме «Особенности современного развития международного частного права и его влияние на охрану результатов творческой деятельности: (Теоретико-методологическое исследование)».
Профессор кафедры государственного строительства и права Российской академии государственной службы при Президенте Российской Федерации.
Руководил группой экспертов по написанию Закона РФ «Об авторском праве и смежных правах». Участвовал в разработке закона «О государственно-правовом статусе русского народа».
Работал за границей в качестве заместителя генерального секретаря Межпарламентского союза, а также судьёй-арбитром в Лондонском международном арбитражном суде.
Член научно-консультативного совета и аттестационной комиссии при Федеральном арбитражном суде Московского округа.
Член Московской городской палаты адвокатов. Член экспертного совета при Комитете по международным делам Совета Федерации Федерального Собрания РФ. Член третейского суда, учрежденного Сберегательным банком РФ.

## Политическая деятельность
В 2005 году входил в предвыборный список «Партии социальной справедливости» на выборах в Московскую городскую думу четвёртого созыва. В этом же году вошёл в состав Главного совета восстановленного Союза русского народа.
В 2012 году выступил по делу Pussy Riot в качестве адвоката обвинения (защищал одного из признанных потерпевшими охранников храма, который выпроводил из здания участниц «панк-молебна»).
В 2014 году защищал Александра Проханова по иску Андрея Макаревича.

## Общественная деятельность
Был одним из создателей Общественного трибунала по расследованию преступлений НАТО в Югославии. Участвовал в судебном процессе против Церкви объединения в России. Содействовал правоохранительным органам в противодействии проникновению в российские образовательные учреждения различных организаций сектантской направленности — Церковь объединения Муна, оккультных «Новый Акрополь» и последователей Рерихов, неоиндуистской «Брахма Кумарис Всемирный Духовный Университет».

## Взгляды и убеждения
Историк и религиовед А. В. Муравьёв и журналист М. Н. Ситников на Портал-Credo.ru отмечают, что Михаил Кузнецов и другие авторы сборника «Очерки российского сектоведения» являются православными, «религиозными ортодоксами» и «относятся к „сектам“ заведомо отрицательно».

## Критика
По мнению Московской Хельсинкской группы, доклад российских юристов И. В. Понкина, Кузнецова и Михалевой «О праве на критическую оценку гомосексуализма и о законных ограничениях навязывания гомосексуализма», представленный РПЦ в Совете Европы в июне 2011 года, является «квинтэссенцией гомофобной аргументации для наступления на права человека ЛГБТ».
Публицист и политический обозреватель Юлия Латынина, рассматривая слова Михаила Кузнецова о том, что организатором выступления Pussy Riot в храме Христа Спасителя являлся «ни больше ни меньше как сам Сатана», выразила благодарность Кузнецову за то, что он вместе с православным активистом Якимовым и протоиереем Владимиром Переслегиным напомнили, что «христианская церковь — тоталитарна».
Главный редактор радиостанции «Русская служба новостей» Сергей Доренко, рассматривая утверждение Кузнецова о том, что организатором выступления Pussy Riot в храме Христа Спасителя являлась сатанинская группа, а организатором терактов 11 сентября 2001 года в США мировое правительство, но «обе эти группы связаны на высшем уровне … Сатаной», характеризует Кузнецова как «потрясающего человека», в котором «чувствуется, что он знает больше нас».

## Награды
В ноябре 1999 года М. Н. Кузнецов был награждён Патриархом Московским и всея Руси Алексием II орденом преподобного Сергия Радонежского III степени.
В 2015 году присвоено почётное звание «Ветеран РУДН».

## Научные труды

#### Монографии и учебные пособия
- Кузнецов М. Н. Правовые вопросы охраны интеллектуальной собственности в международном частном праве: Учебное пособие / Ун-т дружбы народов им. Патриса Лумумбы. Каф. междунар. права. М.: Изд-во Ун-та дружбы народов, 1977. 75 с.
- Кузнецов М. Н. Нормативные акты по правовому положению иностранцев и лиц без гражданства в СССР : Учебное пособие. М.: Изд-во Ун-та дружбы народов, 1981. 90 с.
- Кузнецов М. Н., Ильинская И. М., Микеладзе Д. И. Гражданско-правовое положение иностранцев в СССР : учебное пособие / Акад. МВД СССР, Моск. фил. юрид. заоч. обучения. М. : Академия МВД СССР, 1981. 46 с.
- Кузнецов М. Н. Иностранные граждане и лица без гражданства на территории СССР: Правовые вопросы : Учебное пособие / М-во высш. и сред. спец. образования СССР. М.: Изд-во Ун-та дружбы народов, 1985.
- Кузнецов М. Н. Охрана авторских прав в международном частном праве : Учебное пособие / М-во высш. и сред. спец. образования СССР. М. : Изд-во Ун-та дружбы народов, 1986. 107 с.
- Кузнецов М. Н. Охрана результатов творческой деятельности в международном частном праве. М.: Изд-во Ун-та дружбы народов, 1988. 179 с.
- Кузнецов М. Н. Международное частное право: Общая часть: Учебное пособие / Гос. ком. СССР по нар. образованию. М. : Изд-во Ун-та дружбы народов, 1991. 69 с. ISBN 5-209-00528-3
- Кузнецов М. Н., Понкин И. В. Бесчестная дискуссия о религиозном образовании в светской школе: ложь, подмены, агрессивная ксенофобия. Правовой анализ. М. : УНЦ ДО, 2005. 215 с. ISBN 5-88800-316-6
- Право против ксеноморфов в области общественной нравственности : методология противодействия : сборник материалов / Региональный фонд поддержки мира и стабильности во всем мире, Ин-т гос.-конфессиональных отношений и права; [отв. ред. и сост. М. Н. Кузнецов, И. В. Понкин]. М. : Региональный фонд поддержки мира и стабильности во всем мире, 2007. 454 с.
- Кузнецов М. Н., Понкин И. В. Фалуньгун — культ ненависти / Сост. Т. А. Квитковская. — М.: Общественный комитет по правам человека, 2008. — 50 с. — (Право и нравственность).
- Кузнецов М. Н. Введение в международное частное право: теоретико-правовое исследование. М.: Российский ун-т дружбы народов, 2014. 288 с. ISBN 978-5-209-05549-5
- Кузнецов М. Н. Международное частное право. Общая часть: лекции, прочитанные в Российском университете дружбы народов в 2004—2014 гг. : учебное пособие. М.: Российский ун-т дружбы народов, 2015. 298 с. ISBN 978-5-209-06264-6 : 500 экз.

#### Статьи
- Нормативный состав международного частного права / Кузнецов М.Н. / Вестник Российского университета дружбы народов. Серия: Юридические науки. 2012. № 1. С. 121-124.
- Публично-частное партнерство: компаративистика / Кузнецов М.Н. / Право и современные государства. 2012. № 6. С. 77-79.
- Понятие "частное" в международном частном праве / Кузнецов М.Н. / Адвокат. 2014. № 7. С. 31-35.
- Новая научная концепция понимания и интерпретации сбоев и дефектов и иных критических недостатков в государственном управлении / Кузнецов М.Н. / Образование и право. 2016. № 1. С. 185-186.